# Thach Weave

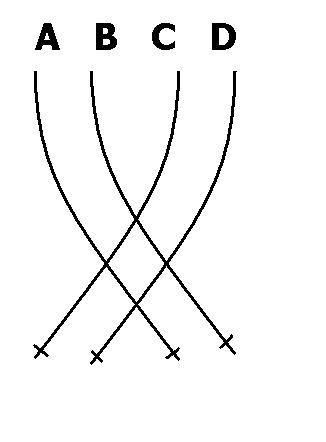
Un exemplu al Buclei Thach: Un inamic care urmărește avioanele A sau B este vulnerabil unui atac din partea avioanelor C și D.

Bucla Thach /ThachWeave sau  Beam Defense Position este o manevră de luptă aeriană dezvoltată de aviatorul Marinei Militare Americane (US Navy) John Smith "Jimmy" Thach imediat după ce SUA a intrat în  cel de al Doilea Război Mondial.
John Smith "Jimmy" Thach a auzit în 22 septembrie 1941 despre un raport al Spionajului Flotei Aeriene SUA despre extraordinara manevrabilitate și vitezei ascensionale a avionului japonez Mitsubishi Zero. Chiar înainte de a experimenta personal aceste calități ale avionului, a început să dezvolte diferite tactici cu care să contracareze avantajele manevrabilității mai bune a Zero-urilor față de avioanele F4F Wildcat mai greoaie ale americanilor. În fiecare seară acasă se gândea la diferite tactici cu care să învingă manevrabilitate Zero-urilor pe care le testa în zbor a doua zi.
Lucrând noapte de noapte cu bețe de chibrit pe masa de bucătărie a dezvoltat o tactică de luptă aeriană pe care a numit-o  "Beam Defense Position", dar care în curând a devenit cunoscută ca "Bucla Thach". Manevra putea fi executată de două avioane care formau o pereche (ca în figură) sau de două perechi de avioane. Atunci când un avion alegea unul din avioanele de vânătoare din pereche ca țintă, avionul „momeală” și perechea sa se îndrepteau unul spre celălalt și începeau bucla Thach. După ce își intersectau calea, se depărtau suficient unul de celălalt, ca apoi iar să se apropie unul de celălalt, „momeala” aducând avionul inamic în fața coechipierului său. O Buclă Thach corect executată (presupunând că momeala a fost mușcată)  lăsa puține șanse de reușită chiar și oponentului cu capacitate de manevrabilitate cea mai mare.

Bucla Thach de bază executată de o pereche de avioane.

Thach a apelat la Edward "Butch" O'Hare, care conducea secția a II-a a diviziei lui Thach să testeze ideea. Thach a decolat cu alte trei avioane Wildcat în rol de apărători, pe când  Butch O'Hare conducea patru Wildcat-uri în rol de atacatori. Încercând o serie de atacuri simulate, Butch a constatat că cu fiecare ocazie avioanele de vânătoare ale lui Thach ori îi ruinau atacul, ori manevrau într-o poziție în care puteau riposta. După aterizare Butch l-a felicitat extaziat pe Thach: "Skipper, chiar funcționează. Nu puteam să atac fără să am senzația că  armele unuia dintre avioanele tale să nu fie ațintite asupra mea."
Noua tactică de luptă aeriană a lui Thach a fost verificată prima dată în Bătălia de la Midway,  când formația sa formată din patru avioane Wildcat a fost atacată de o escadrilă de Zero-uri. Partenerul lui Thach Dibb, a fost atacat de pilotul japonez, care după buclă s-a întors spre Thach care a coborât sub avionul lui Dibb și a tras în burta avionului inamic care se apropia, până acesta a luat foc.
Destul de repede această manevră a devenit un standard printre piloții US Navy și a fost adoptată și de piloții Forțelor Aeriene ale SUA (USAAF).
Aviatorii Marinei care zburau pe Wildcat-uri de pe aeroportul Henderson Field din insula Guadalcanal au adoptat de asemenea Bucla Thach/Thach Weave. Piloții japonezi ale Zero-urilor care zburau de la Rabaul la început au fost încurcați de această tactică de luptă.

Saburō Sakai, faimosul as al Japoniei relata reacția lor la manevra Thach când la Guadalcanal au întâlnit Wildcat-uri: